# Bessarion (métro de Toronto)
Pour les articles homonymes, voir Bessarion.
Bessarion est une station de la ligne 4 Sheppard du métro de Toronto, au Canada. Elle se situe au 701 de Sheppard Avenue East, à hauteur de Bessarion Road et Burbank Drive.

## Situation sur le réseau
Station de la ligne Sheppard du métro de Toronto, elle est située entre les stations Sheppard-Yonge et Don Mills.

## Histoire
La station Bessarion a ouvert le 24 novembre 2002, date de l'ouverture de la ligne Sheppard
La station est fréquentée par une moyenne de 2 590 personnes par jour pour l'année 2010, ce qui en fait, avec la station Ellesmere, la station la moins fréquentée du réseau métropolitain.

## Services aux voyageurs

### Intermodalité
Elle est desservie par les autobus de la ligne 85 Sheppard East.

## Arts et architecture
La décoration de la ligne est l'œuvre de l'artiste québécoise Sylvie Bélanger. Elle consiste en une frise représentant une composition de mains, de pieds, de têtes, censée représenter les usagers de la station.

## Galerie

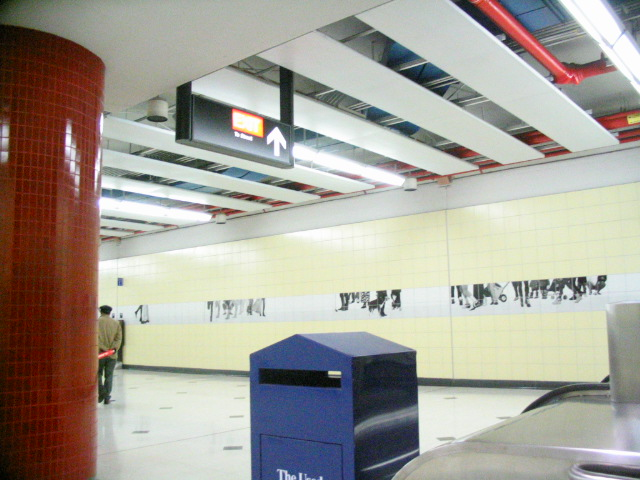
Images de composition de pieds
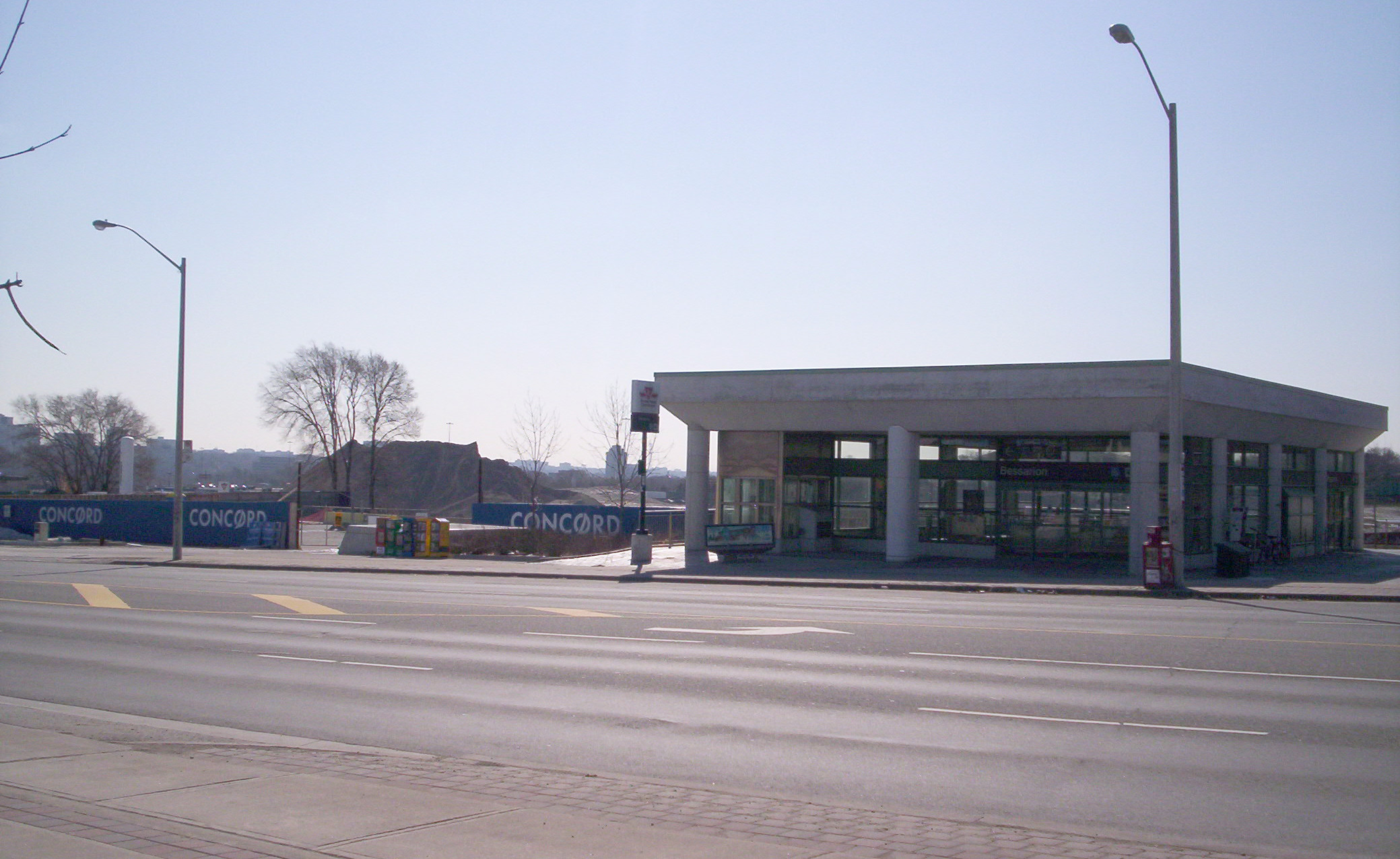
L'entrée du sud de la station (février 2008)
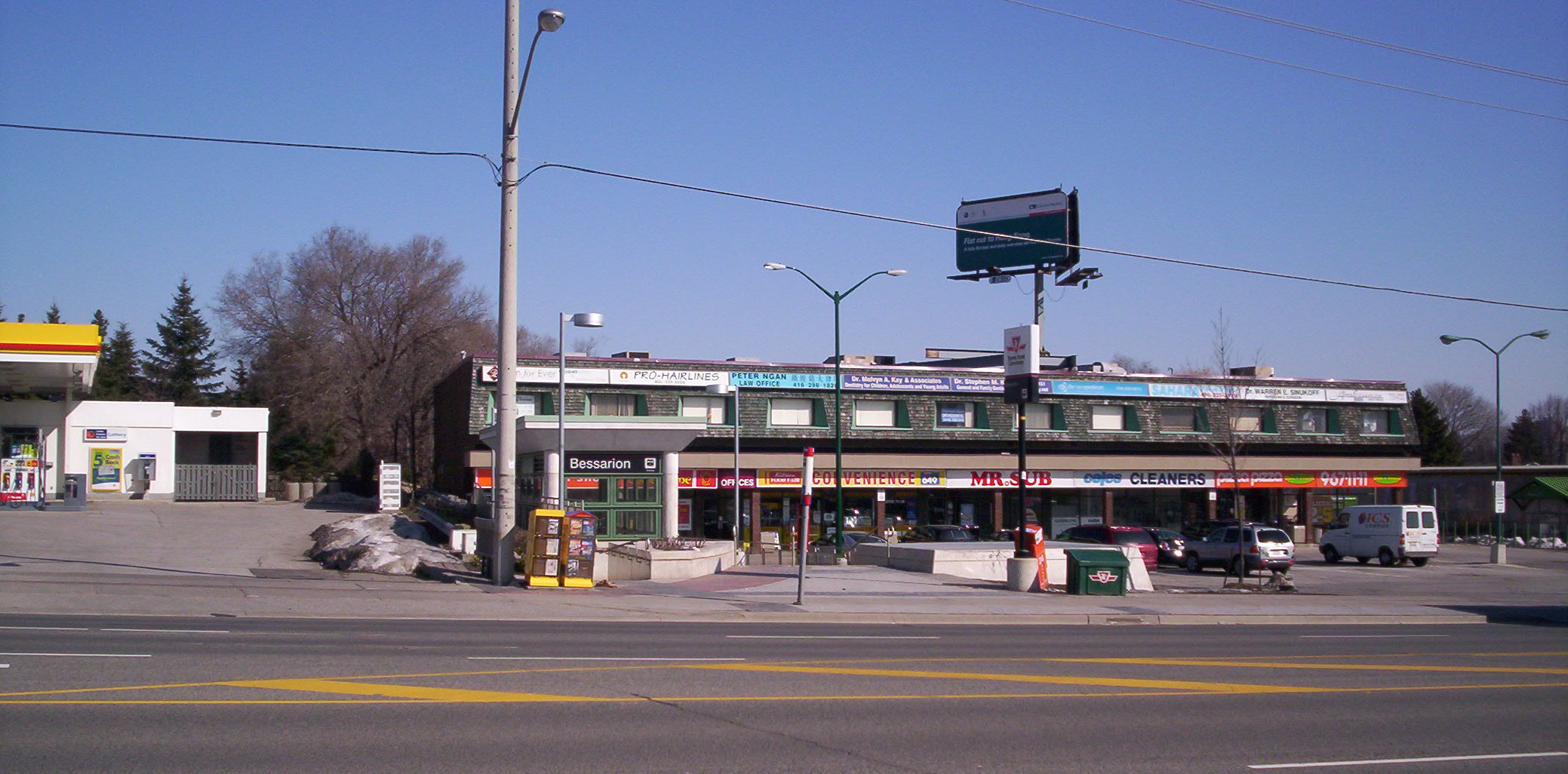
L'entrée nord de la station et ses environs